# 聖盧卡的格里馬尼宮

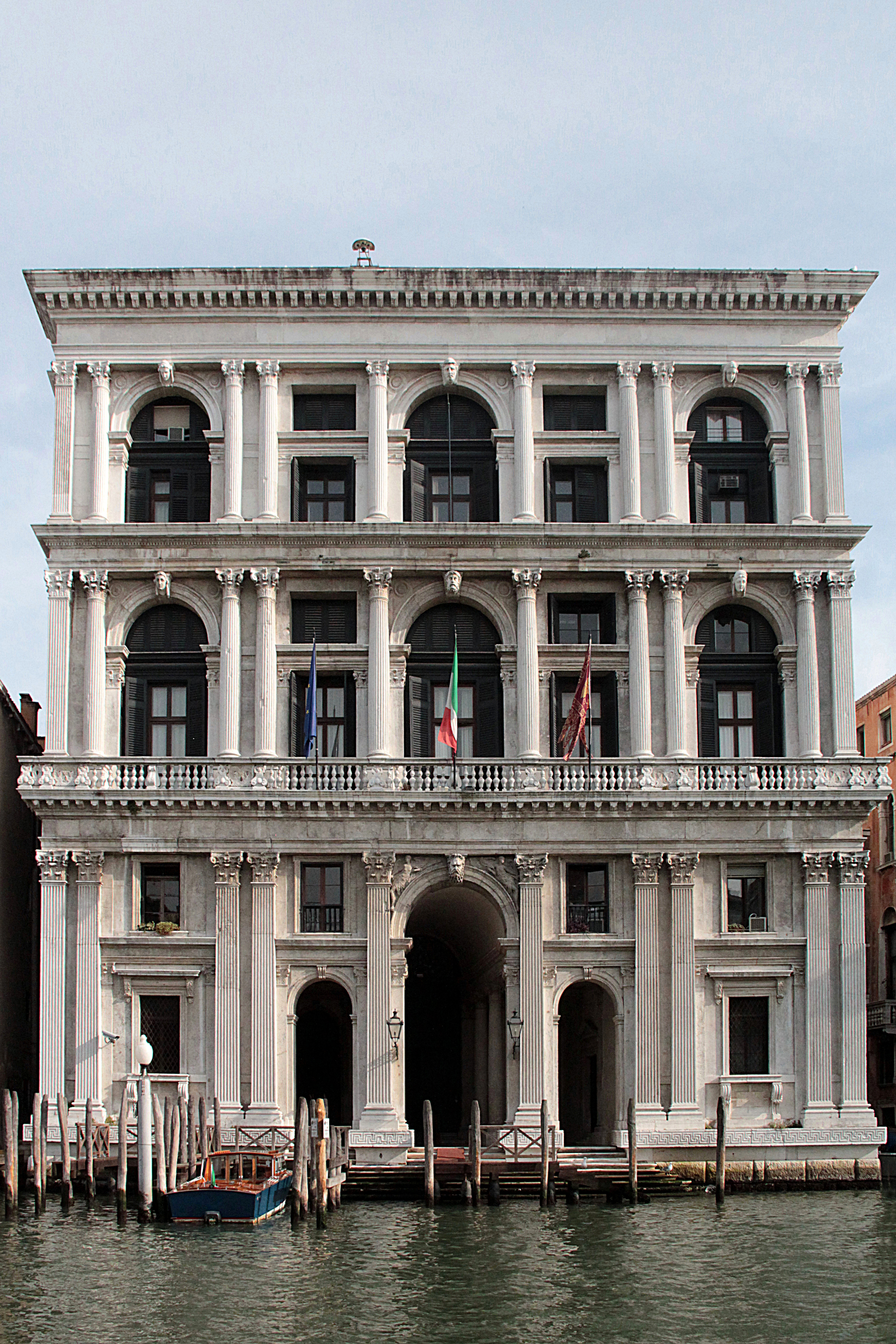
面向運河的正面

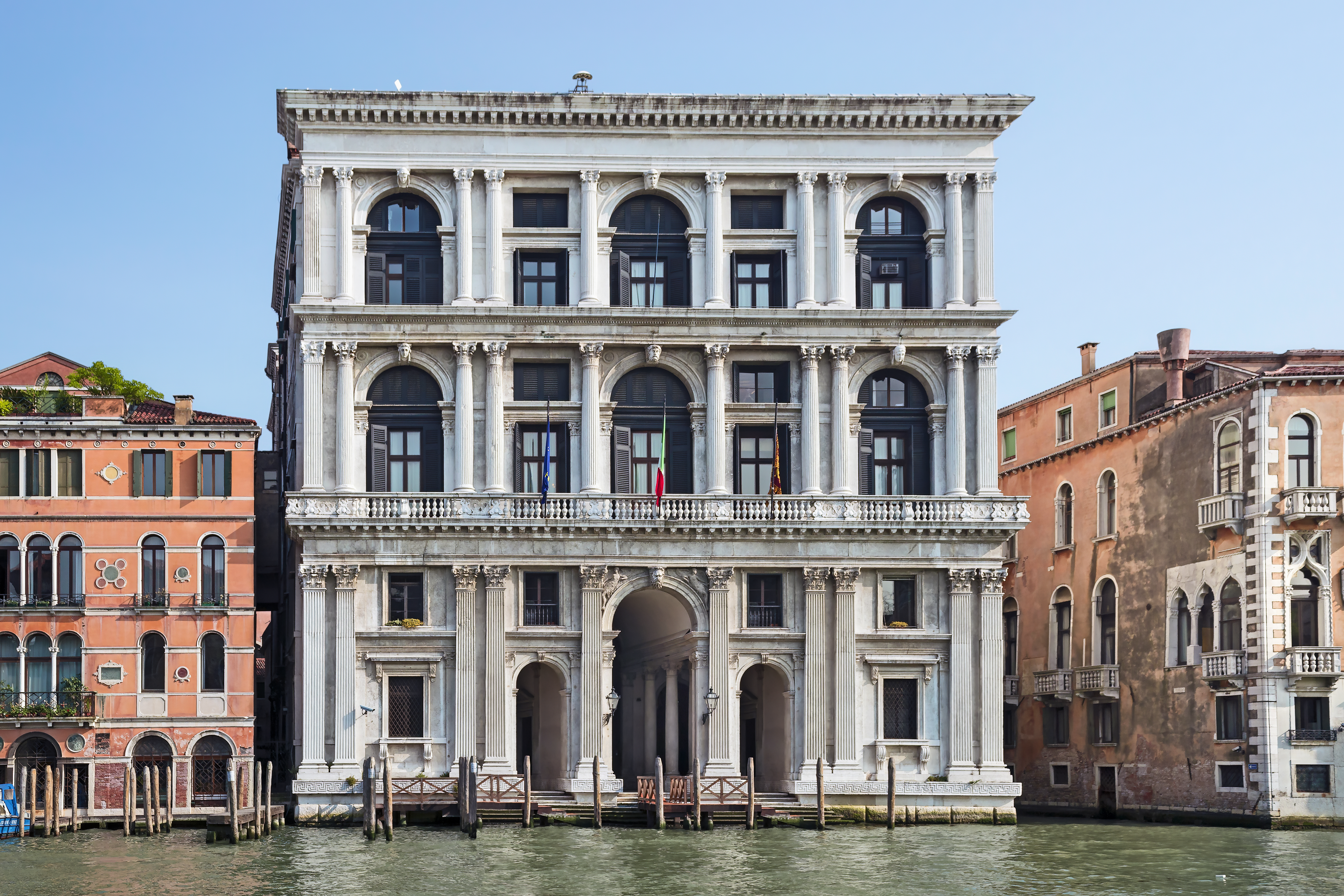
面向運河的正面

聖盧卡的格里馬尼宮（Palazzo Grimani di San Luca）是義大利北部城市威尼斯聖馬可區的一座文藝復興式建築，位於大運河沿岸的聖馬可區。聖盧卡的格里馬尼宮修建於16世紀中期，設計者是Michele Sanmicheli。在1806年之前，該建築是格里馬尼家族的住宅。

## 外部連結
- High resolution image of Palazzo Grimani di San Luca

45°26′09.86″N 12°19′58.66″E / 45.4360722°N 12.3329611°E